# Moores lov
Moores lov er navnet på to love opkaldt efter Gordon Moore. Moores første lov siger, at antallet af transistorer eller komponenter, vil fordobles hver 18. måned i et kredsløb.
Moores anden lov siger at omkostningerne til etableringen af fabrikker, der fremstiller halvleder-mikrochips, fordobles hvert fjerde år.

## Historie
I 1959 diskuterede Douglas Engelbart den forventede nedskalering af størrelsen af integrerede kredsløb (IC) i artiklen "Microelectronics, and the Art of Similitude". Engelbart præsenterede sine ideer på The International Solid-State Circuits Conference i 1960, hvor Gordon Moore var til stede i publikum.
Samme år opfandt Mohamed Atalla og Dawon Kahng MOSFET'en (metal–oxide–semiconductor field-effect transistor), også kendt som MOS-transistoren, på Bell Labs. MOSFET'en var den første virkelig kompakte transistor, der kunne miniaturiseres og masseproduceres til en lang række anvendelsesformål, idet dens høje skalerbarhed og lave strømforbrug resulterede i en højere transistortæthed og gjorde det muligt at bygge IC-chips med høj tæthedsgrad. I begyndelsen af 1960'erne erkendte Gordon E. Moore, at MOSFET-enhedernes ideelle elektriske og skaleringsmæssige egenskaber ville føre til hurtigt stigende integrationsniveauer og en uovertruffen vækst inden for elektroniske anvendelser.
I 1965 blev Gordon Moore, der på det tidspunkt arbejdede som direktør for forskning og udvikling hos Fairchild Semiconductor, bedt om at bidrage til det 35 års jubilæumsnummer af magasinet Electronics med en forudsigelse om fremtiden for halvlederkomponentindustrien i løbet af de næste ti år. Hans svar var en kort artikel med titlen "Cramming more components onto integrated circuits". I sin artikel spekulerede han i, at det i 1975 ville være muligt at have op til 65.000 komponenter på en enkelt halvleder på en kvart kvadratcentimeter.
Kompleksiteten med hensyn til minimale komponentomkostninger er steget med en faktor to om året. På kort sigt kan denne hastighed forventes at fortsætte, hvis ikke at stige. På længere sigt er stigningstakten lidt mere usikker, selv om der ikke er nogen grund til at tro, at den ikke vil forblive næsten konstant i mindst 10 år.
Moore postulerede et log-lineært forhold mellem enhedskompleksitet (højere kredsløbstæthed til lavere omkostninger) og tid. I et interview fra 2015 bemærkede Moore om artiklen fra 1965: "... jeg lavede bare en vild ekstrapolation og sagde, at det vil fortsætte med at fordobles hvert år i de næste 10 år.".[kilde mangler]
I 1974 erkendte Robert H. Dennard hos IBM den hurtige MOSFET-skalerings teknologi og formulerede det, der blev kendt som Dennard-skaleringen, som beskriver, at når MOS-transistorerne bliver mindre, forbliver deres effekttæthed konstant, således at strømforbruget forbliver proportionalt med arealet. MOSFET-skaleringen og miniaturiseringen har været de vigtigste drivkræfter bag Moores lov. Beviser fra halvlederindustrien viser, at denne omvendte sammenhæng mellem effekttæthed og arealtæthed brød sammen i midten af 2000'erne.
På IEEE International Electron Devices Meeting i 1975 reviderede Moore sin prognosetempo, og forudsagde, at halvlederkompleksiteten fortsat ville fordobles årligt indtil omkring 1980, hvorefter den ville falde til en fordobling ca. hvert andet år. Han skitserede flere faktorer, der bidrog til denne eksponentielle adfærd:
- Fremkomsten af metaloxid-halvlederteknologi (MOS)

- Den eksponentielle stigningstakt i die-størrelser, kombineret med et fald i defekttætheden, med det resultat, at halvlederproducenterne kunne arbejde med større områder uden at miste reduktionsudbyttet
- Finere minimumsdimensioner
- Det, som Moore kaldte "kredsløbs- og enhedsklogskab"

Kort efter 1975 populariserede Caltech-professor Carver Mead udtrykket "Moores lov". Moores lov blev efterhånden bredt accepteret som et mål for halvlederindustrien, og den blev citeret af konkurrerende halvlederproducenter, da de stræbte efter at øge processorkraften. Moore betragtede sin eponyme lov som overraskende og optimistisk: "Moores lov er en overtrædelse af Murphys lov. Alt bliver bedre og bedre." Observationen blev endda set som en selvopfyldende profeti.[kilde mangler]
Fordoblingsperioden er ofte[kilde mangler] fejlagtigt citeret som 18 måneder på grund af en forudsigelse fra Moores kollega, Intel-chefen David House.[kilde mangler] I 1975 bemærkede House, at Moores reviderede lov om fordobling af antallet af transistorer hvert andet år til gengæld indebar, at computerchips ydeevne ville blive omtrent fordoblet hver 18. måned (uden stigning i strømforbruget). Moores lov er tæt forbundet med MOSFET-skaleringen, da den hurtige skalering og miniaturisering af MOSFET'er er den vigtigste drivkraft bag Moores lov. Matematisk set forudsagde Moores lov, at antallet af transistorer ville fordobles hvert andet år på grund af de mindre transistordimensioner og andre forbedringer. Som følge af de mindre dimensioner forudsagde Dennards skalering, at strømforbruget pr. arealenhed ville forblive konstant. Ved at kombinere disse virkninger udledte David House, at computerchips' ydeevne ville blive fordoblet ca. hver 18. måned. På grund af Dennard-skaleringen ville denne øgede ydeevne heller ikke blive ledsaget af øget effekt, dvs. at energieffektiviteten af siliciumbaserede computerchips omtrent fordobles hver 18. måned. Dennard-skaleringen ophørte i 2000'erne. Koomey viste senere, at en lignende effektivitetsforbedring fandt sted før siliciumchips og Moores lov for teknologier som f.eks. vakuumrør.

### Eksempel: Tidlig bærbar computer vs. en moderne smartphone
En bærbar Osborne Executive-computer fra 1982 med en Zilog Z80 4 MHz CPU og en Apple iPhone fra 2007 med en 412 MHz ARM11 CPU; Executive-computeren vejer 100 gange så meget, har næsten 500 gange så meget volumen, koster ca. 10 gange så meget som smartphonen efter inflationsjustering og har 1/103 af clockfrekvensen.[kilde mangler]
Arkitekter af mikroprocessorer rapporterer, at siden omkring 2010 er udviklingen af halvledere i hele industrien blevet langsommere end det tempo, der var forudsagt i Moores lov. Brian Krzanich, tidligere administrerende direktør for Intel, citerede Moores 1975-revisionen som præcedens for den nuværende opbremsning, der skyldes tekniske udfordringer og er "en naturlig del af Moores lovs historie" Forbedringstakten i fysiske dimensioner, kendt som Dennard-skaleringen, ophørte også i midten af 2000'erne. Som følge heraf har en stor del af halvlederindustrien skiftet fokus til at fokusere på behovene for større computerapplikationer frem for halvlederskalering. Ikke desto mindre har de førende halvlederproducenter TSMC og Samsung Electronics hævdet at holde trit med Moores lov med 10 nm- og 7 nm-noder i masseproduktion og 5 nm-noder i risikoproduktion.

## Moores 1. lov
Moores lov siger, at antallet af transistorer eller komponenter, alt efter fortolkning, i et integreret kredsløb vil fordobles hver 18. måned. Moores lov blev første gang omtalt/citeret af professor Carver Andress Mead omkring 1970. Professor Carver definerede Moores lov ud fra et citat fra Electronics Magazine i 1965, hvor Gordon Earle Moore giver sit bud på fremtiden:
| Citat                                                     | ”The complexity for minimum component costs has increased at a rate of roughly a factor of two per year (see graph on next page). Certainly over the short term this rate can be expected to continue, if not to increase. Over the longer term, the rate of increase is a bit more uncertain, although there is no reason to believe it will not remain nearly constant for at least 10 years. That means by 1975, the number of components per integrated circuit for minimum cost will be 65,000. | Citat |
| Gordon E. Moore i Electronics Magazine, d. 19. april 1965 | |       |

Gordon E. Moore er medstifter af Intel, en af markedets førende chipproducenter, både i dag og for 40 år siden. Men i dag er han mere eller mindre en legende pga. sin forudsigelse i 1965. I første omgang var hans udtalelse til Electronics Magazine ikke nogen bestemt lov, dette blev den imidlertid, da professor Carver begyndte at citere den som værende en lov om fremtiden. I 1975, da Moores forudsigelse fra 1965 stadig holdt stik, gik Moore ud og forudsagde, at udviklingen ville fortsætte. Men de fleste holder stadig fast i, at Moores lov blev skabt under interviewet til Electronics Magazine i 1965.
I april 2005 udlovede Intel en dusør på 10.000 USD for original kopi af Electronics Magazine fra 1965. Dette skyldes 40-årsdagen for Moores lov. Dusøren gik til en engelsk ingeniør, David Clark, der havde gemt magasinet under gulvbrædderne.
Moores lov bliver ofte omtalt som værende en fordobling i antallet af transistorer hver 18. måned og ikke hver 24. måned, som Moore selv siger, han har sagt. Men taget citatet fra Electronics Magazine i betragtning, lyder det mest af alt som en uskyldig fejlcitering, der er gået hen og blevet til en generel opfattelse.

## Moores 2. lov
Rock's lov eller Moore's anden lov, opkaldt efter Arthur Rock eller Gordon Moore, anfører, at omkostningerne ved opførelsen af en fabrik til fremstilling af Halvleder-mikrochips fordobles hvert fjerde år. I 2015 havde prisen allerede nået op på ca 14 milliarder US dollars.
Rock's lov kan anses som den økonomiske bagside af Moores (første) lov – nemlig at antallet af transistorer i et integreret kredsløb fordobles hver andet år. Det sidste er en direkte konsekvens af den vedvarende vækst i den kapitalintensive halvleder industri; innovative og populære produkter giver mere profit, der igen betyder mere tilgængelig kapital til investeringer i endnu højere niveauer af stor-skala integrerede kredsløb, som igen betyder udformningen af endnu mere innovative produkter.
Halvlederindustrien har altid været ekstrem kapitalintensiv med konstant faldende produktionsomkostninger per enhed. Derfor vil industriens grænser for vækst begrænse den maksimale kapital, der kan investeres i nye produkter; på et tidspunkt vil Rocks lov derfor kollidere med Moores lov.
Det er blevet anført, at produktionsomkostningerne ikke er steget så hurtigt som forudsagt med Rocks lov - faktisk fladet ud i de sene 1990'ere
 – og også at fabriksanlægsomkostningerne "per transistor" (som har udvist en tydelig nedadgående tendens), kan være mere relevant som en begrænsning af Moores lov.

## Konsekvenser
Digital elektronik har bidraget til verdens økonomiske vækst i slutningen af 1900-tallet og starten af 2000'erne. Den primære drivkraft for økonomisk vækst er væksten i produktivitet, og Moores lov-faktorer i produktivitet. I 1995 forventede Moore at "graden af teknologisk fremgang vil blive kontrolleret af finansielle realiteter". Det modsatte kunne ske og skete i slutningen af 1900'erne, men økonomer rapporterede at "vækst i produktiviteten er vigtig økonomisk indikator for innovation." Moores lov beskriver drivkrafterne i teknologisk og social udvikling, produktivitet og vækst.
En acceleration i graden af halvledere resulterede i et opsving i produktiviteten i USA, der nåede 3,4% om året i perioden 1997–2004, hvilket var markant bedre end de 1,6% pr. år som landet oplevede både i perioden 1972–1996 og 2005–2013. Som økonomen Richard G. Anderson noterede, "Adskillige studier har sporet årsagen til en acceleration i produktiviteten til teknologiske innovationer i produktionen af halvledere, der reducerede prisen voldsom på denne type komponenter og på produkterne der indeholder dem (samt kapaciteten og evnerne ved disse produkter)."
De primære negative indvirkninger ved Morres lov at forældelse skubber samfundet op imod grænserne for vækst. I takt med at teknologier fortsat bliver "forbedrede" i høj hastighed, gør det de tidligere teknologier forældede og overflødige. I situationer hvor sikkerhed og overlevelsesevnen i hardware eller data er altafgørende eller hvor ressourcer er begrænsede er hurtig forældelse en forhindring mod nem og fortsatte drift.
Som følge af det intensive ressourcefodtryk og giftige materialer der bruges i produktionen af computere leder forældelse til stor skade for miljøet. Hver dag bliver der smidt omkring 400.000 mobiltelefoner ud i USA, men denne høje grad af forældelse bliver af mange virksomheder opfattet som en mulighed for at generere regelmæssig salg af dyrt elektronik, i stedet for at beholde ét apparater over en længere periode, hvilket får industrien til at indbygge planlagt forældelse som som en integreret del af deres forretningsmodel.
En alternativ kilde til forbedret ydeevne er mikroarkitektur-teknikker, der udnytter væksten i tilgængelige transistorer. Eksekvering uden for rækkefølge og on-chip caching og prefetching reducerer hukommelseslatensperioden, der kan være en flaskehals på bekostning af at bruge flere transistorer og øge processorkompleksisteten. Denne forbedring bliver beskrevet empirisk af Pollacks regel, der beskriver at ydeevnen stiger som følge af mikroarkitekturteknikker svarende nogenlunde til kvadratroden af kompleksiteten (antallet af transistorer eller området) af en processor.